# Mont dera Solana
La Mont dera Solana és una serra situada al municipi de Vielha e Mijaran a la comarca de la Vall d'Aran, amb una elevació màxima de 2.178 metres.